# 斐理斯水道

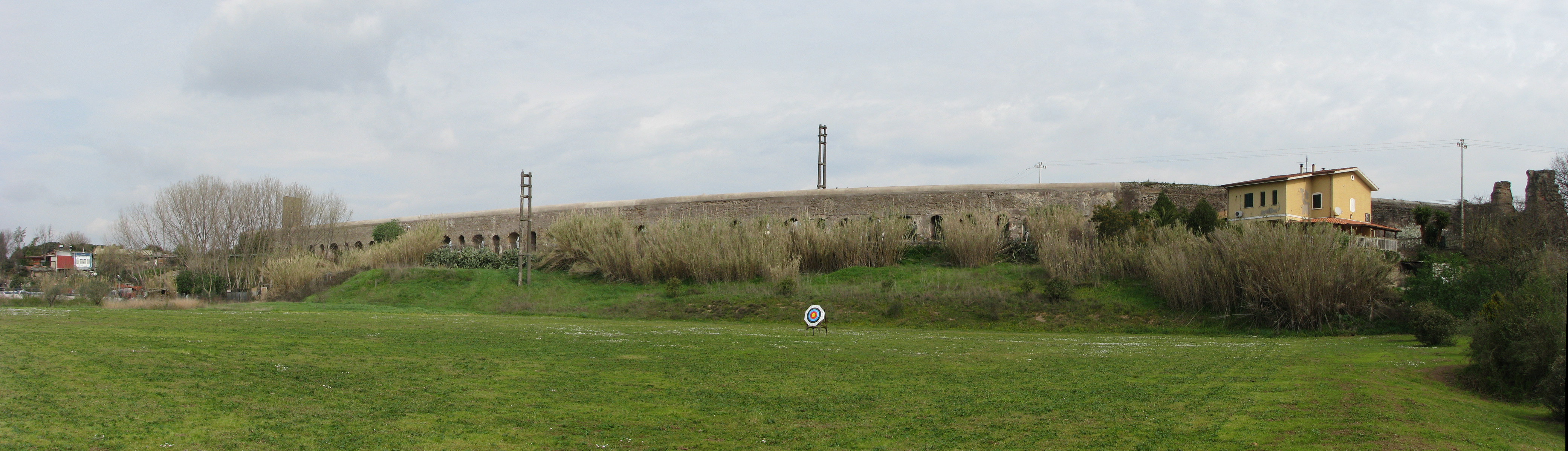
斐理斯水道

斐理斯水道（Acqua Felice）是羅馬水道之一，在1586年竣工。水道名稱取自於思道五世的本名，但水道橋並未在他在世時竣工。斐理斯水道全長15英里（24），自水源處開始有8英里（13）位於地下。

## 外部連結
- Aquae Urbis Romae: the Waters of the City of Rome, Katherine W. Rinne （页面存档备份，存于）
- Roberto Piperno: Acqua Felice （页面存档备份，存于） and Roberto Piperno, "A few words on Roman inscriptions- II" （页面存档备份，存于） Illustrates the Latin inscription on the mostra, or inscription panel
- Fontana del Moise

41°54′15.7″N 12°29′39.9″E / 41.904361°N 12.494417°E